# Агва Фрија (Сан Франсиско Сола)
Агва Фрија (шп. Agua Fría) насеље је у Мексику у савезној држави Оахака у општини Сан Франсиско Сола. Насеље се налази на надморској висини од 2063 м.

## Становништво
Према подацима из 2010. године у насељу је живело 14 становника.

### Хронологија
| Година       | 2005 | 2010 |
| ------------ | ---- | ---- |
| Становништво | 9    | 14   |

### Попис
| # | Индикатор                     | Вредност |
| - | ----------------------------- | -------- |
| 1 | Укупно домаћинстава           | 3        |
| 2 | Укупно насељених домаћинстава | 2        |
| 3 | Величина локације             | 1        |